# 도쿄 FM 미드타운 스튜디오

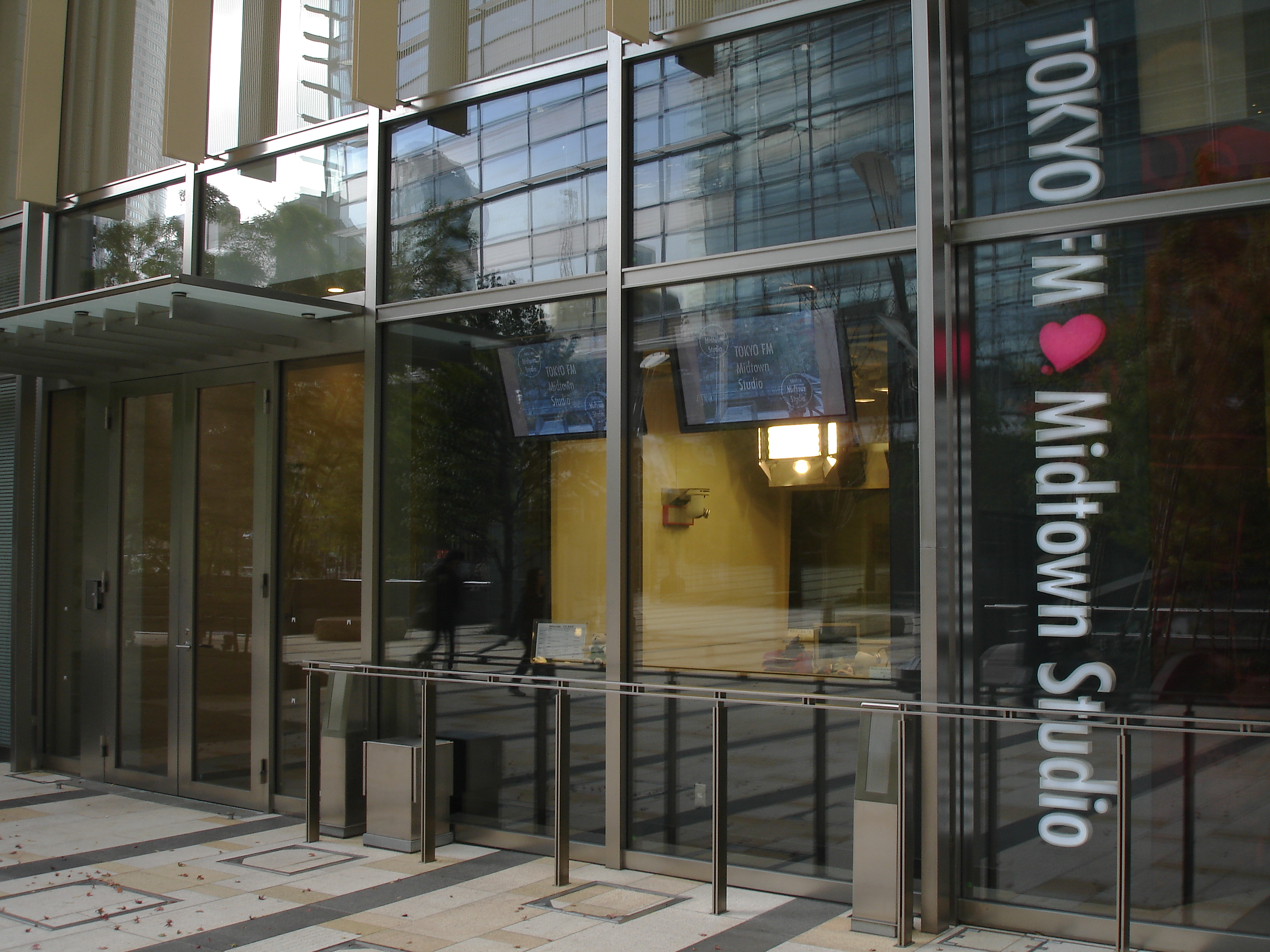
도쿄 FM 미드타운 스튜디오

도쿄 FM 미드타운 스튜디오(TOKYO FM Midtown Studio)는 일본 도쿄도 롯폰기에 있는 방송국으로, 1970년에 일본에서 3번째로 개국한 FM 라디오 방송국 도쿄 FM의 오픈 스튜디오이다. 매주 월요일부터 금요일까지 오전 11시 30분부터 2시간, 토요일은 오후 2시부터 1시간 동안 공개 생방송이 진행된다.